# Vilâyet Erzurum

Das Vilâyet Erzurum 1900.

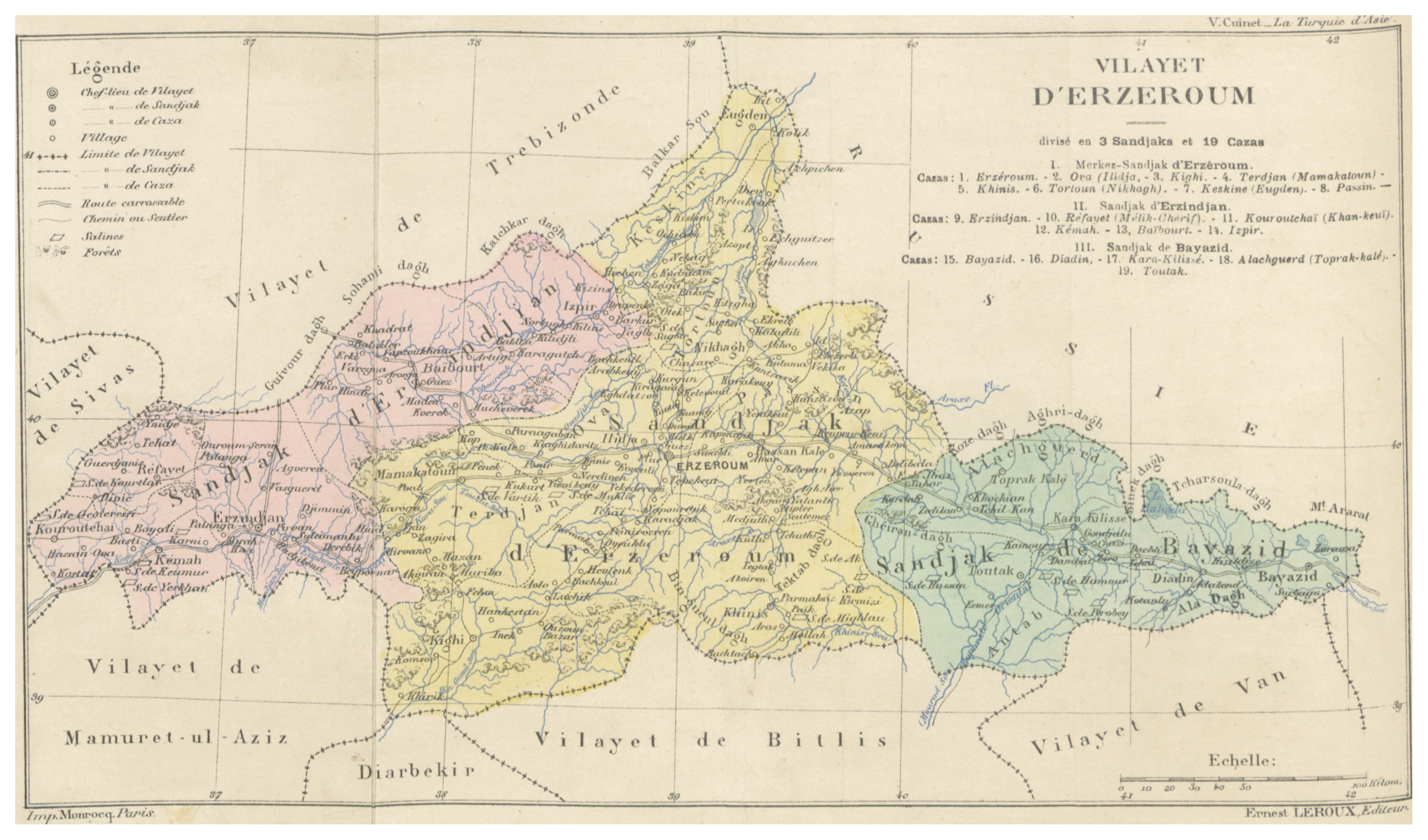
Karte zum Vilayet Erzurum von 1890

Das Vilayet von Erzurum  (osmanisch ولايت ارضروم İA Vilāyet-i Erżurūm) war eine Provinz (Vilâyet) des Osmanischen Reichs. Es war eines der Sechs Armenischen Vilâyets im Ostteil Anatoliens und hatte bis zum Völkermord an den Armeniern 1915 einen großen armenischen Bevölkerungsteil.
Das Vilâyet Erzurum grenzte im Osten sowie Nordosten sowohl an das Persische Reich als auch an das Russische Reich, im Norden an das Vilâyet Trapezunt, im Westen an das Vilâyet Sebastia und im Süden an die Vilâyets von Bitlis, Mamuret-ül Aziz und Van. Nach dem Russischen Türkenkrieg 1877/1878 wurde die Region Kars an das Russische Reich abgetreten, welches sie bis 1917 als Oblast Kars verwaltete.
Zu Beginn des 20. Jahrhunderts umfasste das Vilâyet Erzurum ein Gebiet von 29.614 km².

## Bevölkerung
Im Jahre 1914 waren insgesamt 673.297 der Einwohner Muslime, 134.277 Armenier, und nur noch 4.864 Pontosgriechen.

## Verwaltungsgliederung
Sandschaks und Kazas:
| Erzurum 1. Erzurum 2. Ovacık 3. Kiğı 4. Tercan 5. Hınıs 6. Tortum 7. Kiskim 8. Hasankale (Pasinler) | Ersindschan 1. Ersindschan 2. Refahiye 3. Kuruçay 4. Kemah 5. Bayburt 6. İspir | Bayezit 1. Bayezit 2. Diyadin 3. Karakilise 4. Eleşkirt 5. Entap |